# Retrat d'home (Émile Lejeune)
Retrat d'home (Émile Lejeune) (Portrait d'homme (Émile Lejeune)) és un oli sobre tela de 55 × 46,5 cm realitzat per Chaïm Soutine vers els anys 1922-1923 i dipositat al Museu de l'Orangerie de París.

## Context històric i artístic
Originari de Ginebra, el pintor Émile Lejeune tenia un gran estudi llogat a Montmartre, al carrer de Huyghens, on se celebraren diverses exposicions i esdeveniments artístics. Paul Guillaume hi organitzà una mostra d'art africà, vetllades poètiques amb Guillaume Apollinaire i Jean Cocteau, i concerts musicals amb el Grup dels Sis. Si bé coneixia Lejeune, Soutine mai no assistí a aquestes vetllades i tampoc no exposà al carrer de Huyghens. Potser va pintar aquest retrat en ocasió d'una de les seues estades a Canha de Mar, on Lejeune s'havia instal·lat amb la família l'any 1922.

## Descripció
Soutine imprimeix al rostre humà les mateixes distorsions expressives que als paisatges: el coll allargat de manera desproporcionada per sobre del nus de la corbata, la boca reduïda a una línia vermella simple, el bigoti indicat mitjançant dues marques marrons, la cara asimètrica i prima amb el pont del nas i les orelles emfatitzades amb una línia vermella i prima ocupen la part superior de la pintura, mentre que la part superior del pit es retalla just a sota de les espatlles.
Al retrat d'Émile Lejeune, "(la) deformació del contorn de la cara comporta, en funció d'una lògica interna pròpia de Soutine, un desplaçament de l'eix al voltant del qual s'organitzen els elements del rostre de l'home; la boca, el nas, les celles, els ulls han perdut la concordança. D'aquest "arranjament" es deriva una poderosa força expressiva. Efectivament, el rostre en si mateix no té vida, l'expressió sorgeix de l'ordenament creat per Soutine."